# Storthyngura yuzhmorgeo
Storthyngura yuzhmorgeo is een pissebed uit de familie Munnopsidae. De wetenschappelijke naam van de soort is voor het eerst geldig gepubliceerd in 2011 door Marina Malyutina.